# Tusen svenska klassiker
Tusen svenska klassiker är en svensk facklitterär bok, utgiven 2009 på förlaget Norstedts. I boken har fyra kulturjournalister, Jan Gradvall, Björn Nordström, Ulf Nordström och  Annina Rabe, sammanställt 1 000 svenska  böcker, filmer, skivor och TV-program från 1956 till 2009 som de anser vara klassiker.
Boken tog författarna två år att sammanställa.

## Utgåvor
- Tusen svenska klassiker: böcker, filmer, skivor, tv-program från 1956 till i dag. Stockholm: Norstedt. 2009. Libris 11378554. ISBN 978-91-1-301717-4

## Mottagande
Expressen
I tidningen Expressen fick boken ett blandat mottagande. Recensenten Gunilla Brodrej skrev "Och visst är det kul läsning. Man kollar igenom 70-talet, som en gammal skolkatalog, jajustdet hon, jajustdet han. Men urvalet? Populärmusiken? När det nu nästan bara handlar om skivor spelbara i P3? Nej, inte ens då är urvalet klockrent. Man intresserar sig för Andreas Johnsons lilla cd-singel Glorious 2007, men ignorerar Salem Al Fakirs grammisdränkta full-cd This Is Who I Am. Samma gamla mediecoola hackordning. Boken återspeglar hajperna, eller helt enkelt det som den företrädesvis manliga kritikerkåren gillat. Bland de citerade recensenterna är männen kraftigt överrepresenterade."
Smålandsposten
I tidningen Smålandsposten mottog Tusen svenska klassiker övervägande positiv kritik. Recensenten Andreas Westergren berömde författarnas kärnfulla och informativa texter samt deras känsla för kuriosa "som man inte visste att man behövde veta." Recensenten tyckte emellertid att författarna gått till överdrift när de jämförde Broder Daniels framförande av "Shoreline" i Sen kväll med Luuk med The Beatles dito av "All You Need Is Love". Westergren påpekade dock att  "det är ändå en parentes i en bok som till allra största del är sprängfylld med folkbildning av finaste sort."
Dagens Nyheter
I tidningen Dagens Nyheter fick boken ett övervägande positivt mottagande. Recensenten Kerstin Gezelius skrev ”Det är en bok som kommer att göra parmiddagar uthärdliga och lösa presentproblemen i ett halvår framåt. Kvartetten Gradvall, Nordström, Nordström och Rabe har gjort ett nitiskt arkivarbete, plundrat sina och andras minnen, rotat igenom skivbackar, ringt halvdöda människor om mer eller mindre vidkommande detaljinformation, vaskat och lyckats smyga in ytterligare något tusende viktiga namnreferenser under de utvaldas rubriker."
Göteborgs-Posten
I tidningen Göteborgs-Posten mottog boken positiv kritik. Recensenten Ulrika Westerlund skrev ”Tusen svenska klassiker är väldigt underhållande att läsa. Författarna är kunniga och intresserade och texterna om varje verk välskrivna och ofta överraskande. Upphovsmännen har ansträngt sig för att bjuda på så många roliga anekdoter som möjligt utan att tappa det seriösa angreppssättet.”
Sydsvenskan
I tidningen Sydsvenskan hade recensenten Torbjörn Forslid vissa reservationer angående urvalet i boken men skrev ”Och trots alla invändningar är boken ständigt intresseväckande. Man kan inte hålla sig från att bläddra  – och minnas. Där forskningen sviktat har dessa skribenter åstadkommit en faktisk kulturgärning. Att boken kommer att ligga under många julgranar kan man utgå ifrån. Sedan lär återstoden av aftonen ägnas åt hetsiga diskussioner om vilka som borde eller inte borde ha varit med.”
Upsala Nya Tidning
I tidningen Upsala Nya Tidning fick boken översvallande positiv kritik. Recensenten Björn G Stenberg skrev ”Ibland är det smått omöjligt att lägga ifrån sig boken. Blicken stannar alltid en stund på nästa text. Och nästa. Den stora mängden är både tillgång och problem. Överblicken är svår men det rika materialet grate boken kan få ett långt liv. Det är roliga och insatta texter. Nostalgiska. Upplysande, påminnande och pedagogiska. Kanske kunde man använda Tusen svenska klassiker som lärobok i nutida svensk historia. Jag garanterar att det skulle bli ett stort intresse bland de flesta. Här får man på ett enkelt sätt i sig mycket av Sveriges utveckling under ett viktigt halvsekel.”
Även tv uppmärksammade boken. I SVT-programmet Babel tog man upp begreppet klassiker med avstamp i Tusen svenska klassiker. En av gästerna var den dåvarande ledamoten i Svenska Akademien Peter Englund.

### Fotnoter
1. ↑  ”Tusen svenska klassiker”. Libris.kb.se. http://libris.kb.se/bib/11378554. Läst 15 juni 2012.
2. ↑  ”Tusen svenska klassiker”. Norstedts. Arkiverad från originalet den 3 oktober 2012. https://web.archive.org/web/20121003234120/http://www.norstedts.se/bocker/utgiven/2009/Host/gradvall_jan-tusen_svenska_klassiker_-inbunden/. Läst 15 juni 2012.
3. ↑  Brodrej, Gunilla (7 september 2009). ”Tusen svenska klassiker”. Expressen. http://www.expressen.se/kultur/bocker/tusen-svenska-klassiker/. Läst 15 juni 2012.
4. ↑  Westergren, Andreas (10 september 2009). ”Tusen svenska klassiker”. Smålandsposten. http://www.smp.se/noje_o_kultur/bocker/tusen-svenska-klassiker%281514858%29.gm. Läst 15 juni 2012.
5. ↑  Gezelius, Kerstin (7 september 2009). ”Tusen svenska klassiker”. Dagens Nyheter. https://nogo.retriever-info.com/prod?a=55459&d=0509152009090723576868&s=50915&sa=2000144&x=90864f8e01bdedd07c4c40434be22375&tz=Europe/Stockholm&t=1628945441. Läst 23 augusti 2021.
6. ↑  Westerlund, Ulrika (7 september 2009). ”Tusen svenska klassiker”. Göteborgs-Posten. https://nogo.retriever-info.com/prod?a=55459&d=05080220090907235151&s=50802&sa=2000144&x=f2053768235b363471de00c8b53151e6&tz=Europe/Stockholm&t=1628945142. Läst 23 augusti 2021.
7. ↑  Forslid, Torbjörn (20 september 2009). ”Tusen svenska klassiker”. Sydsvenskan. https://www.sydsvenskan.se/2009-09-20/kulturgarning-att-tala-om. Läst 23 augusti 2021.
8. ↑  Stenberg, Björn G (6 september 2009). ”Tusen svenska klassiker”. Upsala Nya Tidning. https://unt.se/kultur-noje/litteratur/de-har-format-var-tid-128372.aspx. Läst 23 augusti 2021.